# آدریان زیلینسکی
آدریان آلیستر زیلینسکی (به لهستانی: Adrian Edward Zieliński) زاده ۲۸ مارس ۱۹۸۹ وزنه‌بردار اهل لهستان است.